# Lucius Afinius Gallus (consul en 62)
Lucius Afinius Gallus est un sénateur et un homme politique de l'Empire romain.

## Biographie
C'est un homo novus, il est probablement originaire de Pérouse.
Il est consul ordinaire en 62 avec pour collègue Publius Marius.